# Verin Sasnashen
Verin Sasnashen (en arménien Վերին Սասնաշեն ; anciennement Verin Sasunashen) est une communauté rurale du marz d'Aragatsotn, en Arménie. Elle compte 361 habitants en 2009.